# L'Envol des pionniers
El L'Envol des pionniers es un museo aeroespacial francés que narra la gran aventura de Aéropostale y contribuye a la memoria de la aeronáutica en Toulouse. Está situado en el distrito de Montaudran y ha sido inaugurado el 22 de diciembre de 2018, casi 100 años después del vuelo inaugural del primer vuelo civil a Barcelona.
En particular, le permitirá descubrir el equipamiento de que disponían pilotos como Jean Mermoz, Henri Guillaumet y Antoine de Saint-Exupéry en las epopeyas de las líneas l'Aéropostale y Latécoère.
El museo está situado justo enfrente del complejo científico de Rangueil, donde se encuentran ENAC (la mayor universidad aeronáutica europea) y SUPAERO (escuela aeronáutica más antigua del mundo).

## Historia
Situado en la pista del antiguo aeropuerto de Toulouse-Montaudran, forma parte del proyecto Toulouse Aerospace La Piste des Géants, cuyo objetivo es mostrar los días de gloria de la Aéropostale y la Halle de La Machine. Los comienzos fueron difíciles para el museo, que debe su existencia sólo a la perseverancia de las asociaciones, cuya petición tuvo éxito después de veinte años de lucha.